# Новозеландски малък късоопашат прилеп
Новозеландският малък късоопашат прилеп (Mystacina tuberculata) е вид прилеп от семейство Mystacinidae. Видът е уязвим и сериозно застрашен от изчезване.

## Разпространение и местообитание
Разпространен е в Нова Зеландия (Северен остров и Южен остров).
Обитава гористи местности, пещери, храсталаци, плата и плантации в райони с умерен климат, при средна месечна температура около 10,7 градуса.

## Описание
Теглото им е около 13,1 g.
Продължителността им на живот е около 7,6 години. Популацията на вида е намаляваща.